# 湯浅瞭子
湯浅 瞭子（ゆあさ りょうこ、4月5日 - ） は、日本のラジオパーソナリティ。エフエム徳島所属。徳島県徳島市出身。

## 来歴・人物
- 関西学院大学卒業。
- 外務省後援・第10回国際紅白歌合戦にて司会アシスタントを務める（2020年11月20日）
- 2022年4月1日、エフエム徳島に入社。
- 血液型はO型[1]。
- 趣味はダンス、絵を描くこと、読書、スノーボード、美術館&水族館巡り[1]。
- 好きな言葉は「たゆたえども沈まず」、「明日は明日の風が吹く」、「人生一度きり」、「一期一会」[1]

## 出演番組
- TOKUSHIMA MORNING LIVE Compass[1] [2](水) 2022年8月3日-2024年3月27日
- Station×Station（月）2024年4月1日-
- T-Joint（火）（水）2024年4月2日-
- FM徳島ニュース(木)[2]
- サウンド・ウェーブ[2]